# Medaller dels Jocs Olímpics d'estiu de 1980
El medaller dels Jocs Olímpics d'Estiu de 1980 presenta totes les medalles lliurades als esportistes guanyadors de les proves disputades en aquest esdeveniment, realitzat entre el 19 de juliol i el 3 d'agost de 1980 a la ciutat de Moscou (en aquells moments capital de la Unió Soviètica).
Les medalles apareixen agrupades pels Comitès Olímpics Nacionals participants i s'ordenen de forma decreixent contant les medalles d'or obtingudes; en cas d'haver empat, s'ordena d'igual forma contant les medalles de plata i, en cas de mantenir-se la igualtat, es conten les medalles de bronze. Si dos equips tenen la mateixa quantitat de medalles d'or, plata i bronze, es llisten en la mateixa posició i s'ordenen alfabèticament.

## Medaller

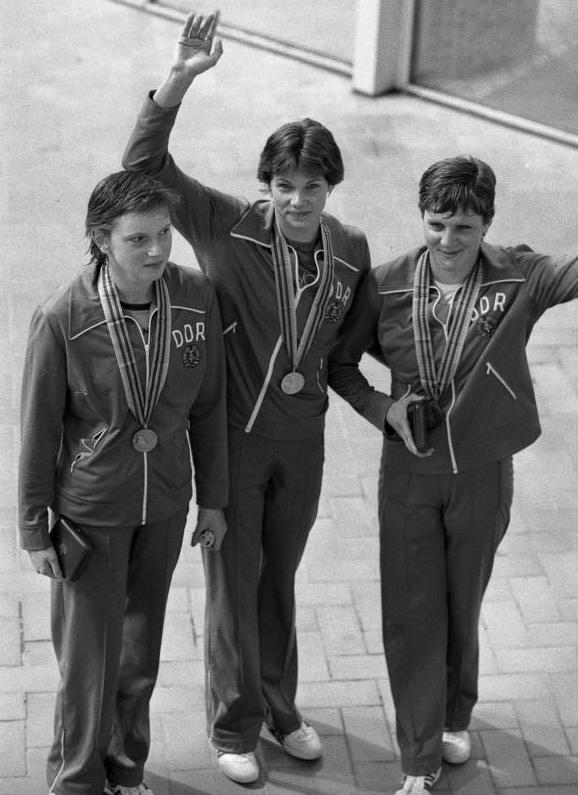
Trio d'alemanyes orientals que coparen els tres llocs en la final de 200 metres esquena.

| Jocs Olímpics d'estiu de 1968 |                |     |     |     |       |
| Posició                       | País           |     |     |     | Total |
| 1                             | Unió Soviètica | 80  | 69  | 46  | 195   |
| 2                             | RDA            | 47  | 37  | 42  | 126   |
| 3                             | Bulgària       | 8   | 16  | 17  | 41    |
| 4                             | Cuba           | 8   | 7   | 5   | 20    |
| 5                             | Itàlia         | 8   | 3   | 4   | 15    |
| 6                             | Hongria        | 7   | 10  | 15  | 32    |
| 7                             | Romania        | 6   | 6   | 13  | 25    |
| 8                             | França         | 6   | 5   | 3   | 14    |
| 9                             | Regne Unit     | 5   | 7   | 9   | 21    |
| 10                            | Polònia        | 3   | 14  | 15  | 32    |
| 11                            | Suècia         | 3   | 3   | 6   | 12    |
| 12                            | Finlàndia      | 3   | 1   | 4   | 8     |
| 13                            | Txecoslovàquia | 2   | 3   | 9   | 14    |
| 14                            | Iugoslàvia     | 2   | 3   | 4   | 9     |
| 15                            | Austràlia      | 2   | 2   | 5   | 9     |
| 16                            | Dinamarca      | 2   | 1   | 2   | 5     |
| 17                            | Brasil         | 2   | 0   | 2   | 4     |
| 17                            | Etiòpia        | 2   | 0   | 2   | 4     |
| 19                            | Suïssa         | 2   | 0   | 0   | 2     |
| 20                            | Espanya        | 1   | 3   | 2   | 6     |
| 21                            | Àustria        | 1   | 2   | 1   | 4     |
| 22                            | Grècia         | 1   | 0   | 2   | 3     |
| 23                            | Bèlgica        | 1   | 0   | 0   | 1     |
| 23                            | Índia          | 1   | 0   | 0   | 1     |
| 23                            | Zàmbia         | 1   | 0   | 0   | 1     |
| 26                            | Corea del Nord | 0   | 3   | 2   | 5     |
| 27                            | Mongòlia       | 0   | 2   | 2   | 4     |
| 28                            | Tanzània       | 0   | 2   | 0   | 2     |
| 29                            | Mèxic          | 0   | 1   | 3   | 4     |
| 30                            | Països Baixos  | 0   | 1   | 2   | 3     |
| 31                            | Irlanda        | 0   | 1   | 1   | 2     |
| 32                            | Uganda         | 0   | 1   | 0   | 1     |
| 32                            | Veneçuela      | 0   | 1   | 0   | 1     |
| 34                            | Jamaica        | 0   | 0   | 3   | 3     |
| 35                            | Guyana         | 0   | 0   | 1   | 1     |
| 35                            | Líban          | 0   | 0   | 1   | 1     |
| Total                         | Total          | 204 | 204 | 223 | 631   |